# Toronto International Film Festival 2021
Das 46. Toronto International Film Festival soll von 9. bis 18. September 2021 stattfinden. Erste vorgestellte Filme wurden im Juni 2021 bekannt, eine Welle weiterer Filme am 20. Juli 2021 und die Filme des Contemporary World Cinema und aus der Sektion Discovery Ende Juli 2021.

## Programm

### Gala Presentations
- Belfast – Kenneth Branagh
- Clifford the Big Red Dog – Walt Becker
- Dear Evan Hansen – Stephen Chbosky
- Denen man vergibt (The Forgiven) – John Michael McDonagh
- Die wundersame Welt des Louis Wain – Will Sharpe
- The Eyes of Tammy Faye – Michael Showalter
- The Good House – Maya Forbes und Wallace Wolodarsky
- Jagged – Alison Klayman
- Last Night in Soho – Edgar Wright
- The Mad Woman's Ball – Mélanie Laurent
- Night Raiders – Danis Goulet
- One Second – Zhang Yimou
- Silent Night –  Camille Griffin
- The Survivor – Barry Levinson

### Special Presentations
- Ahed’s Knee – Nadav Lapid
- Ali & Ava – Clio Barnard
- All My Puny Sorrows – Michael McGowan
- Benediction – Terence Davies
- Bergman Island – Mia Hansen-Løve
- La caja (The Box) – Lorenzo Vigas
- Charlotte – Eric Warin und Tahir Rana
- Competencia oficial (Official Competition) – Gastón Duprat und Mariano Cohn
- Dionne Warwick: Don't Make Me Over – Dave Wooley und David Heilbroner
- Drive My Car – Ryusuke Hamaguchi
- Encounter – Michael Pearce
- France – Bruno Dumont
- Die Geschichte meiner Frau (The Story of My Wife) – Ildikó Enyedi
- The Guilty – Antoine Fuqua
- The Humans – Stephen Karam
- Ich bin dein Mensch (I'm Your Man) – Maria Schrader
- Inexorable – Fabrice Du Welz
- Inu-Oh Masaaki – Yuasa
- Lakewood – Phillip Noyce
- Lingui, les liens sacrés (Lingui, The Sacred Bonds) – Mahamat-Saleh Haroun
- The Middle Man – Bent Hamer
- Mothering Sunday – Eva Husson
- Les Olympiades (Paris, 13th District) – Jacques Audiard
- Petite maman – Céline Sciamma
- The Power of the Dog – Jane Campion
- Pu Bu (The Falls) – Chung Mong-Hong
- The Starling – Theodore Melfi
- Sundown – Geheimnisse in Acapulco (Sundown) – Michel Franco
- Tre piani (Three Floors) – Nanni Moretti
- Violet – Justine Bateman
- Where Is Anne Frank – Ari Folman
- Wolf – Nathalie Biancheri
- Der schlimmste Mensch der Welt (The Worst Person in the World) – Joachim Trier (auch im Rahmen der Gala Presentations)
- Enchantia: Ein Jelly Jamm-Abenteuer - Javier Ledesma Barbolla und Luis Gallego

### Contemporary World Cinema
- 7 Prisioneiros (7 Prisoners) – Alexandre Moratto
- Are You Lonesome Tonight? – Wen Shipei
- La caja (The Box) – Lorenzo Vigas
- Compartment No. 6 – Juho Kuosmanen
- Costa Brava (Costa Brava, Lebanon) - Mounia Akl
- Die Fäuste gelockert (Разжимая кулаки) – Kira Kovalenko
- The Gravedigger’s Wife – Khadar Ayderus Ahmed
- La Hija (The Daughter) – Manuel Martín Cuenca
- Întregalde – Radu Muntean
- Jockey – Clint Bentley
- Kicking Blood – Blaine Thurier
- Kun Maupay Man It Panahon (Whether the Weather is Fine) – Carlo Francisco Manatad
- La Soga 2 – Manny Perez
- Luaneshat e kodrës (The Hill Where the Lionesses Roar) – Luàna Bajrami
- Maria Chapdelaine – Sébastien Pilote
- Medusa Anita – Rocha da Silveira
- Murina Antoneta – Alamat Kusijanović
- Nobody Has to Know – Bouli Lanners
- El otro Tom (The Other Tom) – Rodrigo Plá und Laura Santullo
- Seperti Dendam, Rindu Harus Dibayar Tuntas (Vengeance is Mine, All Others Pay Cash) – Edwin
- Sis dies corrents (The Odd-Job Men) – Neus Ballús
- Small Body – Laura Samani
- Terrorizers – Ho Wi Ding
- Tres (OUT OF SYNC) - Juanjo Giménez
- True Things – Harry Wootliff
- The Wheel – Steve Pink

### Discovery
- Aloners – Hong Sung-eun
- Anadolu Leoparı (Anatolian Leopard) – Emre Kayiş
- A Banquet – Ruth Paxton
- Du som er i himlen (As In Heaven) – Tea Lindeburg
- Dug Dug – Ritwik Pareek
- Farha – Darin J. Sallam
- The Game – Ana Lazarevic
- Learn To Swim – Thyrone Tommy
- Lo Invisible – Javier Andrade
- Paka (River of Blood) – Nithin Lukose
- Quickening – Haya Waseem
- Scarborough – Shasha Nakhai und Rich Williamson
- Snakehead – Evan Jackson Leong
- To Kill The Beast – Agustina San Martín
- Vuta N’Kuvute (Tug of War) – Amil Shivji
- Wildhood – Bretten Hannam

### Wavelengths
- The Capacity for Adequate Anger – Vika Kirchenbauer
- Dear Chantal – Nicolás Pereda
- earthearthearth – Daïchi Saïto
- Futura – Pietro Marcello, Francesco Munzi und Alice Rohrwacher
- Inner Outer Space – Laida Lertxundi
- Das Mädchen und die Spinne (The Girl and the Spider) – Ramon Zürcher und Silvan Zürcher
- Neptune Frost – Saul Williams and Anisia Uzeyman
- A Night of Knowing Nothing – Payal Kapadia
- Polycephaly in D – Michael Robinson
- the red filter is withdrawn – Minjung Kim
- Ste. Anne – Rhayne Vermette
- Train Again – Peter Tscherkassky
- The Tsugua Diaries – Maureen Fazendeiro und Miguel Gomes[4]

### Midnight Madness
- After Blue (Dirty Paradise) – Bertrand Mandico
- DASCHAM – Rob Savage
- Saloum – Jean Luc Herbulot
- Titane – Julia Ducournau
- You Are Not My Mother – Kate Dolan
- Zalava – Arsalan Amiri[5]

### Platform Selection
- Arthur Rambo – Laurent Cantet
- Cicha Ziemia (Silent Land) – Aga Woszczyńska
- Earwig – Lucile Hadzihalilovic
- Huda’s Salon – Hany Abu-Assad
- Mlungu Wam (Good Madam) – Jenna Cato Bass
- Montana Story – Scott McGehee und David Siegel
- Les oiseaux ivres (Drunken Birds) – Ivan Grbovic
- Yuni – Kamila Andini